# توراوا
توراوا (به لهستانی:  Turawa) یک روستا در لهستان است که در گمینا توراوا واقع شده‌است. توراوا ۹۰۰ نفر جمعیت دارد.